# Marcy (Rhône)
Marcy is een gemeente in het Franse departement Rhône (regio Auvergne-Rhône-Alpes) en telt 574 inwoners (1999). De plaats maakt deel uit van het arrondissement Villefranche-sur-Saône.

## Geografie
De oppervlakte van Marcy bedraagt 3,3 km², de bevolkingsdichtheid is 173,9 inwoners per km².
De onderstaande kaart toont de ligging van Marcy (Rhône) met de belangrijkste infrastructuur en aangrenzende gemeenten.

## Demografie
Onderstaande figuur toont het verloop van het inwonertal (bron: INSEE-tellingen).